# Коли Земля зупинилася (фільм)
«Коли Земля зупинилася» — американський кінофільм режисера Сі Томаса Хауелла, що вийшов на екрани в 2008 році.

## Сюжет
Людству загрожує поголовне винищення. Тисячі інопланетних механізмів взяли під контроль усі великі міста. У чужинців одна вимога: за добу земляни повинні довести, що наш вид має право займати місце у Всесвіті. Та чого ж насправді очікують чужаки? І як саме виконати їхні умови?

## У ролях
| Актор             | Роль |
| ----------------- | ---- |
| Сі Томас Хауелл   | -    |
| Джадд Нельсон     | -    |
| Даррен Далтон     | -    |
| Сінед МакКафферті | -    |
| Баг Холл          | -    |
| Камерон Бендер    | -    |
| Джонатан Сандерс  | -    |
| Лью Нопп          | -    |
| Рейко Канеширо    | -    |
| Джейсон Еллефсон  | -    |

## Знімальна група
- Режисер — Сі Томас Хауелл
- Сценарист — Даррен Далтон, Кері Ван Дайк, Шейн Ван Дайк
- Продюсер — Девід Майкл Летт, Пол Бейлс, Діно Баваді
- Композитор — Ерік Колвін